# Cophura texana
Cophura texana är en tvåvingeart som beskrevs av Stanley Willard Bromley 1934. Cophura texana ingår i släktet Cophura och familjen rovflugor. Inga underarter finns listade i Catalogue of Life.